# 朱茵
朱茵（英語：Athena Chu Yan；1971年10月25日—），香港女演員。丈夫为beyond乐队吉他手黄贯中。她於1991年以兒童節目主持身份入行。出道初期已涉足影視兩個範疇，從影多年以電影《西遊記大結局之仙履奇緣》「紫霞仙子」一角為其代表作，仍引起討論話題。

## 背景

### 早年生活
朱茵的原生家庭來自澳門，她生於香港的留產所，7歲之前時常來往港澳兩地生活，7歲以後定居香港，在新界葵涌和宜合道近石蔭邨的住宅成長。她在1984年畢業於石蔭慈幼學校上午校，1989年畢業於荃灣象山邨路德會呂明才中學。就讀中學時曾經參加校際朗誦節比賽和成為劇社成員，成績中規中矩，是一名喜歡中文科的文科生。本來有意報讀設計學科的她繼而於1989年以中五畢業生身份入讀香港演藝學院戲劇學院，並於1992年畢業。在校時為表演系學生，主修3年制深造文憑，亦於1990至1991學年獲得傑出獎（The Artiste Training Alumni Association Scholarship）獎學金。與朱茵同屆同系畢業的演藝學院同學計有陳淑儀、秦啟維、路家敏等人。其畢業作《赤腳走公園》令她獲得演藝學院最佳女演員獎。

### 入行经历
1991年，正修讀演藝學院二年級的朱茵因被前來學院挑選具潛質新人的監製相中而加入無綫電視，以学生身份任兒童節目「閃電傳真機」主持人。當時無綫電視覺得朱茵畢業後都一定會加入演藝界，於是打算提早把她羅致旗下，跟她簽下演員合約。不過她一心想修畢有關學位，結果只與無綫電視簽下半職藝人合約，讓她能夠以半工讀方式完成學業。另一方面，由於朱茵不認為自己是被選美的對象，而且對此不感興趣，所以由入行至今未曾參加過任何相關的競選活動。
1992年從演藝學院畢業後，朱茵正式簽約電視台。1993年參演了其首部電視劇作品《都市的童話》。她此前距離從演藝學院畢業前尚有數個月，即因導演陳嘉上留意到其鱷魚恤廣告演出而獲對方賞識結予機會参演了1992年電影《逃学威龙2》，逐漸受到觀眾關注。而入職電視台期間，她一直受重用，如獲安排參與電視劇，包括改編自倪匡名著的《原振俠》、金庸名著《射雕英雄傳》、《廉政行動組》等；在其他劇集中則擔任女主角。往後在電視台以外演出的《鹿鼎記》之「小寶與康熙」、《雪山飛狐》、《蒼天有淚》以及《蕭十一郎》均擔綱演女主角。朱茵於1994年拍攝《射鵰英雄傳》完畢之後，自覺時常提供意見的表現和性格上不適合處理大公司的人事關係和制度，加上影視兩邊走的生活令她吃不消，故此選擇往外闖。由出道至今，朱茵曾參演過超過40部電影，其中以《西遊記大結局之仙履奇緣》中飾演之紫霞仙子為其代表作。她於1999年憑電影「生命揸fit人」獲第36屆金馬獎「最佳女主角」之提名。
除電影、電視工作外，朱茵師承歌唱老師林祥園，於1996年簽約台灣上華唱片公司，推出兩張國語個人專輯「地震」、「踢踢踏」、一張廣東個人專輯「玻璃」，同期在香港電台擔任客席節目主持。其後在1998年，她於香港浸會大學大學會堂舉辦首個音樂會「茵愛齊分享音樂會」。朱茵以台灣作為其發展歌唱事業的起步點。其時上華唱片為其發行唱片的公司。礙於思鄉，也需要花時間適應台灣文化和公司沒有選用她建議的歌曲，她最終決定自立門戶。及後於2002年跟胞姊自組公司「百靈鳥」，推出了3張專輯（《跳起來》、《迷戀》、《Attitude》，當中也參與填詞，選曲等工作，又遠赴馬爾代夫取景拍攝首本個人寫真集《跳起來》。同年與黃凱芹一同為香港電台廣播節目《瘋show快活人》錄製10個愛情廣播劇。另外，她於1998年被世界時裝品牌「YSL」選為「在男性眼中最令人心動的女人」，曾經參與或擔任廣告「蘇菲衛生護墊」、「鱷魚恤」女裝（首個接演廣告）、Epson 電腦打印機、Sharp 手提電腦、修身堂、瑞士 Rado 手錶、資生堂泊美護膚品、Vita Skin 護膚品牌的代言人。
直至2011年，朱茵憑香港電台之單元劇《沒有牆的世界》之《第三選擇》，獲提名角逐「國際艾美獎」的最佳女演員。雖未獲獎，但亦獲大會頒發證書及金獎，演技受到國際認同。2017年，她憑電影《二次初戀》奪得2017年第13屆中美電影節最佳女主角，首次奪得影后殊榮。同年她夥拍陳法蓉經營自家美容品牌「王牌閨蜜」。朱茵現時為「凱藝娛樂」藝人（2015年起）。以往前無綫電視藝員發展科經理陳美玲（Helen）是她於1990年代中期後，在外接洽工作的其中一位經理人。另一位則是前百代唱片經理人 Ada Chan（2014年不再跟黃貫中與朱茵續約）。

## 個人生活
朱茵於中學時期是樂隊Beyond成員黃貫中的歌迷，2人後來成為鄰居，並於1999年發展成為情侶。他們最後於2012年結婚，婚後育有一名女兒（同年出生）。
此外，朱茵喜歡賽車，於2009年和2010年兩度參加壹基金盃慈善明星賽；該基金由影星李連杰成立。

## 演出作品
*以下列表只記錄朱茵演出過的影視作品，若有遺漏，請協助補充相關資料。

### 電視劇（無綫電視）
| 首播   | 劇集名稱         | 角色   | 備註 |
| 1993年 | 都市的童話       | 丁噹   |      |
| 1993年 | 原振俠           | 雲彩   |      |
| 1993年 | 龍兄鼠弟         | 孫皓皓 |      |
| 1993年 | 少年五虎         | 楊雪麗 |      |
| 1994年 | 射鵰英雄傳       | 黃蓉   |      |
| 1996年 | 廉政行動組       | 趙詠兒 |      |
| 2003年 | 富豪海灣非凡情緣 | Athena |      |

### 電視劇（其他）
| 首播   | 劇集名稱               | 角色             | 備註         |
| 1992年 | 歲月流情：全疊打       | 阿茵             | 香港電台     |
| 1993年 | 驕陽歲月：山丘上的樹   | Helen            | 香港電台     |
| 1996年 | 完全學生手冊           |                  | 香港電台     |
| 2003年 | 男女字典               | Kelly            | 網劇、Now TV |
| 2010年 | 沒有牆的世界：第三選擇 | 戴夢             | 香港電台     |
| 2024年 | 反起跑線聯盟2          | 冼如英（冼老師） | ViuTV        |

### 電視劇（台灣）
| 首播   | 劇集名稱   | 角色                 | 備註                 |
| 1998年 | 蒼天有淚   | 蕭雨鵑               | 中國電視公司         |
| 2000年 | 如來神掌   | 屠雪華 孫碧雲 孫金鈴 | 中國電視公司         |
| 2001年 | 小寶與康熙 | 阿珂 陳圓圓          | 八大電視股份有限公司 |

### 電視劇（中國大陸）
| 首播   | 劇集名稱           | 角色          | 備註 |
| 2002年 | 蕭十一郎           | 沈璧君        |      |
| 2002年 | 新少林寺           | 浩泰公主      |      |
| 2003年 | 驚心動魄 2003 SARS | 劉雅柔        |      |
| 2006年 | 逐日英雄           | 白玫          |      |
| 2007年 | 暴雨梨花           | 陸華濃        |      |
| 2007年 | 雪山飛狐           | 袁紫衣        |      |
| 2008年 | 華麗冒險           | Amy           |      |
| 2008年 | 一千滴眼淚         | 沈心怡        |      |
| 2011年 | 大唐雙龍傳之長生訣 | 傅君婥/傅君瑜 |      |

### 電影
| 首映   | 電影名稱                            | 角色              |
| 1992年 | 《逃學威龍2》                       | Sandy             |
| 1992年 | 《逃學外傳》                        | 黎文詩            |
| 1992年 | 《超级女警》                        | Yoki              |
| 1993年 | 《超級計劃》                        | May               |
| 1993年 | 《一屋哨牙鬼》                      | 朱里美            |
| 1993年 | 《的士判官》                        | 阿茵              |
| 1993年 | 《風塵三俠》                        | 阿珠              |
| 1994年 | 《先洗未來錢》                      | 李麗莉            |
| 1994年 | 《燈籠》                            | 阿芳              |
| 1994年 | 《笑林老祖》                        | 林雅              |
| 1995年 | 《西遊記第一百零一回之月光寶盒》    | 紫霞仙子 青霞仙子 |
| 1995年 | 《西遊記大結局之仙履奇緣》          | 紫霞仙子 青霞仙子 |
| 1995年 | 《蠟筆小小生》                      | 盲女              |
| 1995年 | 《那有一天不想你》                  | 徐靜              |
| 1995年 | 《神偷燕子李三》                    | 金蘭              |
| 1995年 | 《七月俏佳人》                      | 青青              |
| 1996年 | 《泡妞專家 （页面存档备份，存于）》 | 阿音              |
| 1997年 | 《千面嬌娃》                        | 王雪莉            |
| 1997年 | 《天才與白痴》                      | 雯雯              |
| 1998年 | 《新唐山大兄》                      | 小倩              |
| 1998年 | 《賭俠1999》                        | 晴晴              |
| 1998年 | 《愛在娛樂圈的日子》                | 如意              |
| 1998年 | 《對不起，隊冧你》                  | Jenny             |
| 1998年 | 《超級整蠱霸王》                    | 吳帶金            |
| 1998年 | 《強姦2制服誘惑》                   | 余寶文            |
| 1998年 | 《夜半無人屍語時》                  | 程之信            |
| 1999年 | 《生人勿近之問米》                  | JoJo              |
| 1999年 | 《生命揸fit人》                     | 方希彤            |
| 1999年 | 《O记三合会档案》                   | 菲菲              |
| 2000年 | 《中華賭俠》                        | 可人 伊人         |
| 2000年 | 《緣份有Take 2》                    | Emma              |
| 2001年 | 《有人說愛我》                      | 阿珍              |
| 2001年 | 《驚天大逃亡》                      | 金蘭              |
| 2002年 | 《二人三足》                        | Cindy             |
| 2002年 | 《天下無雙》                        | 情比金堅（客串）  |
| 2003年 | 《心寒》                            | 莫心怡            |
| 2004年 | 《性感都市》                        | 關德嫻            |
| 2007年 | 《性工作者十日談》                  | 家家              |
| 2010年 | 《越光寶盒》                        | 紫霞仙子          |
| 2010年 | 《讓愛回家》                        | 吳凡              |
| 2010年 | 《芳香之城傳奇》                    | 蘇淩芳            |
| 2011年 | 《嘿.店》                           | 惠子              |
| 2017年 | 《二次初戀》                        | 叶兰              |
| 2018年 | 《古宅》                            | 青衣              |
| 待定   | 《駐藏大臣》                        | 達娃央宗          |

### 舞台劇
- 2010年：《瘋狂夜宴搞偷情》 飾 Jacqueline
- 2011年：《再見女郎》 飾 Paula

### 綜藝節目
- 2003年：《周日八點黨》（中視）
- 2007年：《美食之最大賞》（亞洲電視）
- 2015年：《偶像来了》
- 2015年：《女神新裝》
- 2017年：《王牌对王牌2》
- 2018年：《想想办法吧，爸爸》
- 2019年：《熟悉的味道》
- 2021年：《请吃饭的姐姐》
- 2021年：《童你一起長大了》
- 2024年：《嘉人自有約》

### 節目主持/司儀/演出
主持
- 1991年至1992年：閃電傳真機（約半年）
- 1994年：康泰最緊要好玩之墨西哥特輯

司儀
- 1993年：1993年度兒歌金曲頒獎典禮
- 1997年：1997年度兒歌金曲頒獎典禮
- 1997年：第19屆十大中文金曲頒獎音樂會
- 2003年：第22届香港电影金像奖颁奖典礼
- 2006年：第十三屆十大電視廣告頒獎典禮
- 2010年：第十屆中國長春電影節頒獎典禮

演出
- 1996年：郭富城昆士蘭特輯之失憶情緣

## 音樂作品

### 音樂專輯
| 發行日期   | 專輯名稱     | 語言       | 曲目 |
| ---------- | ------------ | ---------- | --- |
| 1996年7月  | 《地震》     | 國語       | 曲目 1. 洗衣機 2. 地震（台灣中視電視劇《天師鍾馗》片尾曲） 3. 內衣 4. 小睡片刻 5. 天空不是永遠都是藍藍的 6. 喜歡 7. 領帶情結 8. 刷牙 9. 寂寞十九歲 10. 自導自演        |
| 1997年3月  | 《玻璃》     | 粵語       | 曲目 1. 玻璃 2. 某種感覺 3. 想見他 4. 巨蟹與天蠍 5. 玻璃(深情版) |
| 1998年4月  | 《踢踢踏》   | 國語       | 曲目 1. 踢踢踏(Ti-Ti-Ta) 2. 魔鏡 3. 纏住纏綿 4. 終於 5. 糖果 6. 洗髮精 7. 逃兵 8. 愛上癮 9. 修正液 10. 鬧鐘 11. 客廳 12. 刮鬍刀                                        |
| 2002年7月  | 《跳起來》   | 粵語、國語 | 曲目 1. 從前 2. 一分一吋 3. 你我之間 4. 揮霍 5. Rainy Days 6. 跳起來 7. 貓和魚                                                                                         |
| 2003年10月 | 《迷戀》     | 粵語、國語 | 曲目 1. 迷戀心事 2. 原地跳(Mv) 3. 舉手不回(Mv) 4. 床上的荷花(Mv) 5. 原地跳 6. 給明天的信(國語) 7. 床上的荷花 8. 舉手不回(國語) 9. 馬戲小公主 10. 我有快樂 11. 談情做愛 |
| 2004年12月 | 《Attitude》 | 粵語、國語 | 曲目 1. 不要惹我 2. Ah-oh 3. 潛意識 4. 法術 5. 我贏了 6. 要是那一天跟你說                                                                                              |

### 歌曲
- 1996年　洗衣機、地震、內衣、小睡片刻、天空不是永遠都是藍藍的、喜歡、領帶情結、刷牙、寂寞十九歲、自導自演
- 1997年　玻璃、某種感覺、想見他、巨蟹與天蠍、玻璃 (深情版)
- 1998年　終於、踢踢踏、洗髮精、糖果、逃兵、刮鬍刀、魔鏡、纏住纏綿、客廳、鬧鐘、修正液、愛上癮
- 2002年　從前、一分一吋、你我之間、揮霍、Rainy Days、跳起來、貓和魚
- 2003年　談情做愛
- 2004年　不要惹我、Ah-oh、Ah-oh（國語）、潛意識、法術、我贏了、要是那一天跟你說
- 2005年　追夢、電視動畫「Keroro軍曹」主題曲（香港有線電視）[30]
- 2007年　雪的道別

## 派台歌曲成績
| 派台歌曲四台上榜最高位置 | 派台歌曲四台上榜最高位置 | 派台歌曲四台上榜最高位置 | 派台歌曲四台上榜最高位置 | 派台歌曲四台上榜最高位置 | 派台歌曲四台上榜最高位置 | 派台歌曲四台上榜最高位置 |
| ------------------------ | ------------------------ | ------------------------ | ------------------------ | ------------------------ | ------------------------ | ------------------------ |
| 唱片                     | 歌曲                     | 903                      | RTHK                     | 997                      | TVB                      | 備註                     |
| 1997年                   |                          |                          |                          |                          |                          |                          |
| 玻璃                     | 想見他                   | -                        | -                        | -                        | -                        |                          |
| 玻璃                     | 玻璃                     | -                        | -                        | -                        | -                        |                          |
| 2002年                   |                          |                          |                          |                          |                          |                          |
| 跳起來                   | 一分一吋                 | 6                        | 12                       | 10                       | -                        |                          |
| 2003年                   |                          |                          |                          |                          |                          |                          |
| 迷戀                     | 原地跳                   | -                        | -                        | 6                        | -                        |                          |
| 迷戀                     | 床上的荷花               | 13                       | -                        | -                        | 7                        |                          |
| 2004年                   |                          |                          |                          |                          |                          |                          |
| Attitude                 | Ah-oh                    | 17                       | -                        | -                        | -                        |                          |

| 903 | RTHK | 997 | TVB | 備註              |
| 0   | 0    | 0   | 0   | 四台冠軍歌總數：0 |

## 書籍創作
- 2013年：《6磅10安士》（一丁文化出版）

## 獎項
| 年份   | 頒獎典禮                    | 獎項                                              | 作品                           | 角色   | 結果 |
| ------ | --------------------------- | ------------------------------------------------- | ------------------------------ | ------ | ---- |
| 1999年 | 第36屆金馬獎                | 最佳女主角                                        | 《生命揸fit人》                | 方希彤 | 提名 |
| 2004年 | 第1屆SINA網絡廣告大獎頒獎禮 | 我最喜愛網絡廣告女神                              | 《男女字典》                   | Kelly  | 獲獎 |
| 2005年 | 第3屆東南勁爆音樂榜         | 香港地區勁爆十大金曲 香港地區勁爆最佳偶像女歌手獎 | -                              | -      | 獲獎 |
| 2011年 | 國際艾美獎                  | 最佳女演員                                        | 《沒有牆的世界》之《第三選擇》 | 戴夢   | 提名 |
| 2017年 | 第13屆中美電影節            | 最佳女主角                                        | 《二次初戀》                   | 葉蘭   | 獲獎 |

## 外部連結
- Athena Chu的Facebook專頁
- Athena Chu 朱茵 - Official的Facebook專頁
- 朱茵的新浪微博
- 朱茵的Instagram帳戶
- 朱茵在香港影庫上的簡介
- 朱茵在豆瓣上的资料（简体中文）
- 朱茵在时光网上的簡介（简体中文）